# Kup europskih prvaka u rukometu 1962./63.
Ovo je peto izdanje Kupa europskih prvaka u rukometu. Sudjelovale su 22 momčadi. Nakon jednog kruga izbacivanja igrale su se osmina završnice, četvrtzavršnica, poluzavršnica i završnica. Hrvatska je imala svog predstavnika GRK Zagreb koji je predstavljao Jugoslaviju, a ispao je u četvrtzavršnici od Dinama iz Bukurešta (8:22, 8:9). Završnica se igrala u Parizu ().

## Turnir

### Poluzavršnica
- Frisch Auf Goppingen -  Dukla Prag 7:9, 14:24
- Skovbakken Aarhus -  Dinamo Bukurešt 12:14, 10:14

### Završnica
- Dukla Prag -  Dinamo Bukurešt 15:13

- europski prvak:  Dukla Prag (prvi naslov)